# Verbascum tschilemelekdagense
Verbascum tschilemelekdagense är en flenörtsväxtart som beskrevs av Hub.-mor.. Verbascum tschilemelekdagense ingår i släktet kungsljus, och familjen flenörtsväxter. Inga underarter finns listade i Catalogue of Life.